# Joseph Ha Chi-shing
Joseph Ha Chi-shing OFM (chin. trad. 夏志誠 ur. 4 marca 1959 w Hongkongu) – chiński duchowny rzymskokatolicki, biskup pomocniczy Hongkongu od 2014.

## Życiorys

### Prezbiterat
Święcenia kapłańskie przyjął 9 września 1990 w zakonie Franciszkanów. Po święceniach studiował w Rzymie i w Chicago, a po powrocie do kraju pracował we franciszkańskich parafiach na terenie Hongkongu. Był także m.in. wykładowcą hongkońskiego seminarium, przełożonym regionu oraz definitorem prowincji.

### Episkopat
11 lipca 2014 papież Franciszek mianował go biskupem pomocniczym diecezji Hongkongu ze stolicą tytularną Simitthu. Sakry udzielił mu 30 sierpnia 2014 kardynał John Tong Hon.